# Здруй (Вармінсько-Мазурське воєводство)
Здруй (пол. Zdrój, нім. Schöneberg) — село в Польщі, у гміні Лельково Браневського повіту Вармінсько-Мазурського воєводства.
У 1975-1998 роках село належало до Ельблонзького воєводства.